# Новый Камень
Новый Камень — деревня в Рамешковском районе Тверской области.

## География
Находится в восточной части Тверской области на расстоянии приблизительно 11 км на запад-северо-запад по прямой от районного центра поселка Рамешки.

## История
В 1859 году в русской владельческой деревне Камень 26 дворов. Помещиком был князь А. Ф. Голицын. В 1887 — 37 дворов, в 1936 — 26 хозяйств. В ходе коллективизации в 1930 году была создана сельскохозяйственную артель «Новый Камень». С этого времени, предположительно, деревня и стала называться Новый Камень. В советское время также работали колхозы «Родина», «Борьба», совхоз «Рамешковский», подсобное хозяйство объединения «Калининмелиорация» (позднее «Тверьинжсельстрой»). В 2001 году в деревне оставался 1 дом постоянных жителей. До 2021 входила в сельское поселение Высоково Рамешковского района до их упразднения.

## Население
Численность населения: 151 человек (1859 год), 199 (1887), 258 (1936), 39 (1989), 0 как в 2002 году, так и в 2010.